# Mosquée Adda'wa
La mosquée Adda'wa,  aussi appelée mosquée de Stalingrad, est un lieu de culte musulman située 39, rue de Tanger dans le 19e arrondissement de Paris. Elle est une des plus fréquentées de l'Est parisien. En arabe,  الدعوة, ad-da'wa, signifie « l'invitation ».

## Histoire
L’Association culturelle islamique de la mosquée Adda'wa (ACIMA) est fondée en 1967 dans le quartier de Belleville. Les premiers fidèles prient dans une salle prêtée par la paroisse de l'église Notre-Dame-de-la-Croix de Ménilmontant. En 1979, l’association s'installe dans les anciens entrepôts des textiles Bouchara, rue de Tanger, dans le quartier de la Villette. D'une capacité de 4 000 places, la salle de prière devient une des plus grandes d'Europe. Elle se joint d'un centre socioculturel, organise des cours de langue arabe, d’instruction coranique et des cycles de conférences et s’investit dans le social, avec des repas gratuits distribués aux nécessiteux du quartier.
Dans les années 1980, la mosquée est dirigée par le théologien Muhammad Hamidullah, né en 1908 en Inde et mort en 2002 aux États-Unis. De 1989 à fin 2014, la mosquée est dirigée par l'imam Larbi Kechat. Il est arrêté en août 1994 par le ministre de l'intérieur Charles Pasqua, incarcéré à Folembray, dans l’Aisne avant d'être relâché pour absence d'inculpation. À sa création, il refuse d'intégrer le Conseil français du culte musulman. Le 12 mars 1997 une bombe artisanale construite avec un extincteur explose devant la mosquée, détruit les vitres de la façade et fait un blessé.
Pour construire une nouvelle mosquée, l'association obtient le 12 juillet 2001 un permis de démolir, et un permis de construire le 6 septembre 2002. La démolition commence en 2006. Rue de Tanger, les fidèles s'organisent en organisant deux services sous une grande tente blanche dressée au milieu du chantier, et s'installent porte de la Villette dans des préfabriqués mis à leur disposition par la mairie de Paris.
À partir de 2015, une nouvelle équipe fait évoluer la mosquée et tente de mettre à la retraite l'ancien l'imam Larbi Kechat,. Vingt ans après l'obtention du permis de construire, la mosquée n'est pas encore finie, minée par les désaccords de l'équipe dirigeante et la recherche de financements,.